# Důl Antonín (Zbýšov)
Důl Antonín ve Zbýšově byl černouhelný hlubinný důl založený na oslavanském panství Antonínem Rahnem I. (1819–1876) v roce 1846. Byl prvním dolem se svislou jámou v Rosicko-oslavanském revíru.

## Historie
Jáma byla zaražena v roce 1846 a v roce 1848 bylo černé uhlí těženo společností Láska Boží (Gottesliebe Gewerkschaft), která byla převážně v rukou Rahnovy rodiny. Jáma byla v roce 1853 hluboká 338 m, v té době to byl nejhlubší důl v rakouské monarchii. V roce 1917 bylo pod vedením Antonína Rahna II. (1841–1928) přeměněno Těžířstvo Láska Boží na obchodní společnost s ručením omezeným. Po ukončení 1. světové války, v roce 1921, vznikla akciová společnost Kamenouhelný důl Láska Boží, a.s., v jejímž majetku byl důl Antonín a pomocný důl Jindřich ve Zbýšově. V roce 1932 akcie společnosti Kamenouhelný důl Láska Boží, a.s. odkoupily Západomoravské elektrárny. V roce 1935 se spojily těžařské společnosti Kamenouhelný důl Láska Boží, a.s. s Těžařská společnost Rytíř Hering a spol. a vznikla společnost Rosická báňská společnost Láska Boží v Božím Požehnání. Tato společnost vlastnila všechny doly v rosicko-oslavanském revíru. V období 2. světové války byly většinovým vlastníkem této akciové společnosti  Západomoravské elektrárny a.s., jejíž akcie vlastnila německá státní akciová společnost Spojené průmyslové podniky v Berlíně (Vereinigte Industrie-Unternehmungen A. G. Berlin). Po ukončení 2. světové války byla na společnost uvalena národní správa na základě dekretu presidenta republiky č. 5/1945 Sb. a následně znárodněna. V roce 1946 patřila pod národní podnik Rosické uhelné doly (RUD), které se spojily s Lignitovými doly na jižní Moravě do jednoho podniku pod názvem Rosické a Jihomoravské doly v Zastávce u Brna. Od 1. ledna 1950 byl opět pod samostatným podnikem Rosické uhelné doly, n.p., v Zastávce u Brna. K dolu Antonín patřil pomocný důl Jindřich, důl Simson a koksovna. Od 1. ledna 1956 byly Rosické uhelné doly, k.p. součástí Kombinátu kamenouhelných dolů Kladno. Na počátku 60. let bylo k dolu Antonín přičleněno důlní pole dolu Julius. V roce 1969 byla těžba přeložena z dolu Antonín na zmodernizovaný důl Jindřich II, na který byla postupně koncentrována těžba všech dolů v revíru. Důl Antonín se stal dolem pomocným.
S růstem poválečné těžby se zhoršovala kvalita černého uhlí. Zvyšovala se popelnatost a snižovala výhřevnost, obsah popela se pohyboval v rozmezí 40–50 %, obsah síry byl 3–4,5 %. Prachové uhlí dodávané do briketárny nakonec z důvodu zvyšování popelnatosti způsobovalo výrobu nekvalitních briket a briketárna byla proto v roce 1959 zrušena. Taktéž původní kvalitní uhlí, které bylo využíváno pro výrobu koksu, postupně v nižších slojích ztrácelo svoji kvalitu. Z vytlačené vsázky bylo 70 procent tříděného koksu a 30 procent koksového prachu. Koks byl dodáván obyvatelstvu k topení a průmyslovým podnikům. Koksový prach byl používán zejména v cihelnách. V roce 1955 kvalita uhlí značně klesla. Z koksových baterií byl vytlačován víceméně koksový prach. Činnost koksovny byla ukončena v březnu 1955. Hlavním odběratelem uhlí z dolu Antonín byla Teplárna Brno (až 180 tisíc tun ročně dodaného z dolů Antonín a Julius). Zavedením zemního plynu došlo k poklesu odběru uhlí i když se Teplárna Brno částečně vrátila ke spalování uhlí z RUD. V roce 1960 odebrala z dolu Antonín 76 tisíc tun prachového uhlí. Od roku 1965 se zvýšil odběr uhlí pro Elektrárnu Prosincové stávky v Oslavanech, která byla vlastně jediným odběratelem uhlí z RUD. Dne 18. února 1992 byl vytěžen poslední vozík černého uhlí, jak na dole Antonín, tak v celém rosicko-oslavanském revíru. Útlumové práce a likvidaci důlní činnosti zabezpečoval od 1. ledna 1994 státní podnik Rosické uhelné doly (jeho redukovaná část), který od 1. ledna 1998 byl řízen Jihomoravskými lignitovými doly Hodonín. Rosické uhelné doly, s.p. zanikly 30. června 1998 a likvidaci prováděly Jihomoravské lignitové doly Hodonín. V roce 2000 se staly odštěpným závodem Rudných dolů Příbram. Svoji činnost ukončily na jaře roku 2002 a řízení zahlazování následků těžební činnosti v Rosicko-oslavanském uhelném revíru přešlo do kompetence Uranových dolů Příbram.

### Výstavby dolu
Jáma byla hloubena od roku 1846 jako první svislá jáma v revíru. Těžní budova byla zděná rohového typu. Na dominantní těžní budovu byla napojena strojovna a kotelna, půdorys objektu byl ve tvaru písmene L. Těžní budova byla zároveň i zděnou těžní věží. Ve strojovně byl umístěn parní bubnový těžní stroj od firmy Breitfeld-Daněk. Těžní bubny měly průměr 4000 mm a šířku 1000 mm. Parní válce měly průměr 550 mm se zdvihem 1000 mm a šoupátkovým rozvodem. Klece byly dvouetážové pro jeden vozík na etáž. Rychlost jízdy byla 11 m/s. Jáma byla soudkovitého průřezu a vyztužena cihlovou výztuží.
V letech 1932–1936 byl důl rekonstruován a jáma prohloubena do hloubky 770 m (7. patro). Na přestavbě se podílely firmy Škodovy závody v Plzni, Českomoravská-Kolben-Daněk v Praze a Vítkovické železárny v Ostravě. Původní objekty strojovny, kotelny a těžní budovy byly zbourány. V roce 1936 byla postavená ocelová vzpěrová věž vysoká 40,1 m, která byla dominantou Zbýšova. Ve strojovně byl instalován elektrický těžní stroj typu Koepe (ČKD 1K 6000), vyrobený v roce 1937 ČKD Praha. Třecí buben měl průměr 6000 mm a šířku 160 mm. Elektrický motor byl stejnosměrný o výkonu 650 kW / 6000 V, změnu proudu zabezpečovalo Ward Leonardovo soustrojí. Tříetážové klece měly po jednom vozíku na etáži. Důl byl uveden do provozu v roce 1937, kapacita jámy byla 795 tun/den. Dále byla vybudována rozvodna, kompresorovna, nová jámová budova s automatickým oběhem vozů a visutou lanovou dráhou na třídírnu u dolu Jindřich. Z provozních objektů to byly budovy šaten, koupelen a kanceláře. Nová třídírna byla vybudována v letech 1934–1936. Provoz uhelného prádla na dole Antonín byl ukončen v roce 1959. V roce 1938 byla zahájená těžba na dole Antonín a důl Jindřich se stal dolem pomocným. V průběhu 2. světové války byla jáma prohloubena do dopravní hloubky 901 m, provedeny otvírkové práce, ražen překop na 7. patře a hloubení slepé jámy č. 100 (č. 1). V konečné fázi dosáhla jáma dopravní hloubky 900,1 m, celková hloubka s jámovou tůní byla 926 m. Profil jámy byl soudkový, do hloubky 200 m (7. patro) byla cihelná výztuž, od hloubky 200 m byla použita výztuž z dusaného betonu.
Po druhé světové válce obnovil důl Antonín svou činnost dne 28. května 1945. Těžba na dole Antonín ve slojích mocných nad 5 metrů probíhala lávkováním. V závislosti na mocnosti sloje postupovaly za sebou s odstupem 30–70 m stěny 100 m dlouhé ve dvou až třech lávkách 2,5 až 3 m mocných. V roce 1959 byly na dole Antonín prováděny pokusy s čelní brázdičkou. V roce 1969 byla ukončena těžba uhlí jámou Antonín. Jáma se stala pomocnou dolu Jindřich II, na který byla přesunuta těžba uhlí. Po provedeném geologickém průzkumu v roce 1985 jámou Antonín byla těžena I. sloj do hloubky 180 m, aby kryla zásobu uhlí pro vlastní kotelnu. Těžba byla ukončena 18. února 1992. Pro zápar ve stařinách muselo být celé patro uzavřeno protivýbuchovými hrázemi. Od 2. ledna do 18. února 1992 tak bylo ještě vytěženo 4 870 t černého uhlí – poslední uhlí z revíru. V úrovni 2. patra (180 m) jámy Antonín byl vybudován železobetonový celík 6 m mocný, vetknutý do naráží. Čerpání důlní vody bylo ukončeno 20. dubna 1992 zastavením provozu čerpací stanice na 11. patře dolu Jindřich, pak následovalo ukončení činnosti čerpací stanice na 7. patře jámy Antonín a 2. patře jámy Julius. Po vyplenění lezního oddělení bylo 19. srpna 1992 započato se zasypáváním hlušinou z odvalu dolu Jindřich. Celkem bylo do jámy nasypáno 1 998 m³. Krycí deska byla dokončena 7. září 1992. Těžní věž a provozní budovy byly zlikvidovány.

#### Slepé jámy
V roce 1947 bylo dokončeno hloubení slepé jámy č. 104 (č. 2) ze 7. patra (901 m) na 9. patro v hloubce 1045 m. Tato jáma byla kruhového průřezu o průměru 3300 mm s cihlovou výztuží po celé délce 142 m. V roce 1948 ve strojovně slepé jámy č. 104 na 7. patře byl instalován elektrický těžní bubnový vrátek 2 H 900, s elektrickým motorem o výkonu 30 kW / 500 V. Rychlost jízdy s mužstvem i materiálem byla 1,6 m/s. Těžní klece byly jednoetážové pro jeden vozík na etáži. V roce 1968 byl provoz na slepé jámě č. 104 ukončen a slepá jáma zlikvidována.
Hloubení slepé jámy č. 100 (č. 1) probíhalo v době 1939–1945. V roce 1953 bylo dokončeno hloubení slepé jámy č. 100 (č. 1) ze 7. patra (901 m) na 10. patro v hloubce 1128 m. Jáma byla kruhového průřezu o průměru 4700 mm s výztuží z betonových tvárnic po celé délce 228 m. V roce 1955 byl ve strojovně slepé jámy č. 100 (č. 1) na 7. patře instalován elektrický bubnový těžní stroj ČKD 2 B 3213 (průměr bubnů 3200 mm a šířka 130 mm), se dvěma elektrickými motory o výkonu 340 kW / 6000 V. Rychlost jízdy s mužstvem byla 4 m/s, pro materiál 6 m/s. Těžní klece byly dvouetážové pro dva vozíky na etáži. Kapacita jámy byla 850 tun/den. V roce 1970 byl provoz na slepé jámě č. 100 (č. 1) ukončen a slepá jáma zlikvidována.
V roce 1960 bylo zahájeno hloubení slepé jámy č. 103 v jižním poli z 9. patra (1049 m) na 11. patro (1228 m). Jáma měla délku 180 m a byla kruhového průřezu o průměru 4000 mm s výztuží z betonových tvárnic v úseku 9. patro až po 10. patro (1127 m), od 10. patra po 11. patro (1228 m) byla vyztužena litým betonem. Ve strojovně slepé jámy č. 103 na 9. patře byl instalován elektrický bubnový těžní stroj ČKD 2 B 2009 (průměr bubnů 2000 mm a šířka 900 mm), s elektrickým motorem o výkonu 110 kW / 500 V. Rychlost jízdy s mužstvem i pro materiál byla 4,5 m/s. Těžní klece byly jednoetážové pro jeden vozík na etáži.
Těžba z 8/9. patra (1004 m) a 9. patra (1048 m) směřovala ve vozech na slepou jámu č. 100 na 7. patro (900 m), pak podzemní lanovkou na překopu v 7. patře k jámě Antonín a touto jámou na povrch.

#### Doprava
Železniční vlečka byla postavena v roce 1862, odbočka k dolu Antonín začínala v km 0,9. Provozována byla do roku 1974, zlikvidována byla do roku 1978. Lanová dráha z dolu Antonín na třídírnu dolu Jindřich vznikla roku 1935. Její délka byla 400 m, provoz byl ukončen v roce 1969 a v témže roce byla zlikvidována.

### Výroba koksu
Deset koksovacích pecí typu Haldi bylo zavedeno v roce 1856. Pro vysoký podíl síry a vysokou popelnatost se tento koks nehodil pro výrobu litiny. V následujících létech se vyráběl koks pro otop. Koksovna byla v provozu do roku 1914.

### Výroba letku
Z odprašovacích zařízení se získával tzv. letek, který byl používán v gumárnách jako plnidlo do tvrdé pryže a slévárnách jako přísada formovacích slévarenských směsí. Od roku 1962 byl na dole Antonín vyráběn mletím prachového uhlí na úderovém mlýnu Universal. V roce 1965 bylo vyrobeno 10 180 tun letku pro slévarenské účely. V roce 1967 proběhla rekonstrukce letkovacího zařízení pro výrobu kvalitnějšího jemnějšího letku, kdy byl uveden do provozu vibrační mlýn. Výsledný produkt se třídil na pneumatické třídičce. Od roku 1988 došlo k poklesu zájmu o tento produkt, v roce 1995 bylo vyrobeno 2255 tun a výroba byla zastavena. Letek se vyvážel do Maďarska a Polska.

## Údaje o dole Antonín
| Název         | Funkce              | Založení | Hloubka [m]   | Těžba                | Likvidace |
| ------------- | ------------------- | -------- | ------------- | -------------------- | --------- |
| Antonín       | těžní               | 1846     | 900,5 (926 m) | 1848–1932, 1937–1992 | 1992      |
| Dubové schody | větrní a lezní jáma | 1851     |               |                      | 1985 1988 |
| Zdroj         |                     |          |               |                      |           |

### Důlní nehody na dole Antonín
| Datum                                                            | SÚ | JÚ | Σ  | Poznámka                 |
| ---------------------------------------------------------------- | -- | -- | -- | ------------------------ |
| 21. 8. 1871                                                      | 5  | 25 | 30 | exploze                  |
| 21. 7. 1875                                                      | 14 |    | 14 | exploze                  |
| 14. 11. 1947                                                     | 3  |    | 3  | požár, otrava zplodinami |
| Vysvětlivky: SÚ = smrtelný úraz, JÚ = jiný úraz Σ = Celkem Zdroj |    |    |    |                          |

### Ubytování
Ubytování pro havíře z dolu Antonín bylo v blízkosti dolu v dnešní ulici Havířská. V letech 1848–1949 byla Antonínem Rahnem postavena první havířská kolonie o 26 bytech, tzv. Rahnova kolonie na nynější Dolině. Dosud je zachováno pět řadových objektů po čtyřech bytech. V roce 1853 byla postavena Horní kolonie (nyní ulice 9. května). Dům měl 8 bytů se vstupem ze společné chodby. Byt měl kuchyň a pokoj, sociální zařízení, voda a elektřina nebyly. Elektrifikace proběhla až v roce 1913. Do roku 1932 byl zaveden vodovod. V roce 1948 měl důl Antonín ve Zbýšově provizorní ubytovnu.
Po druhé světové válce  byl u dolu Antonín zřízen pracovní tábor. Do roku 1948 v něm byli umístěni odsouzení za kolaboraci s Němci. Po roce 1948 vznikl Nápravně pracovní tábor PÚ Zbýšov (Důl Antonín) pod věznicí Mírov pro odsouzené za protistátní činnost – nesouhlasící s režimem. V roce 1956 byla na místě zrušeného pracovního tábora postavena správní budova, ve které se nacházela část vedení Rosických uhelných dolů, n.p., nový dispečink DZ 54 a zdravotní středisko.

## Zajímavosti
V roce 1942 byl nalezen při ražbě překopu ze 7. patra k slepé jámě č. 100 obrovský fosilní kmen. Na povrch byl vynesen ve dvou kusech a tyto kusy byly umístěny v blízkosti vchodu do šachetní budovy. Následně byly přemístěny do parčíku před obchodní dům.

### Zbýšovská halda

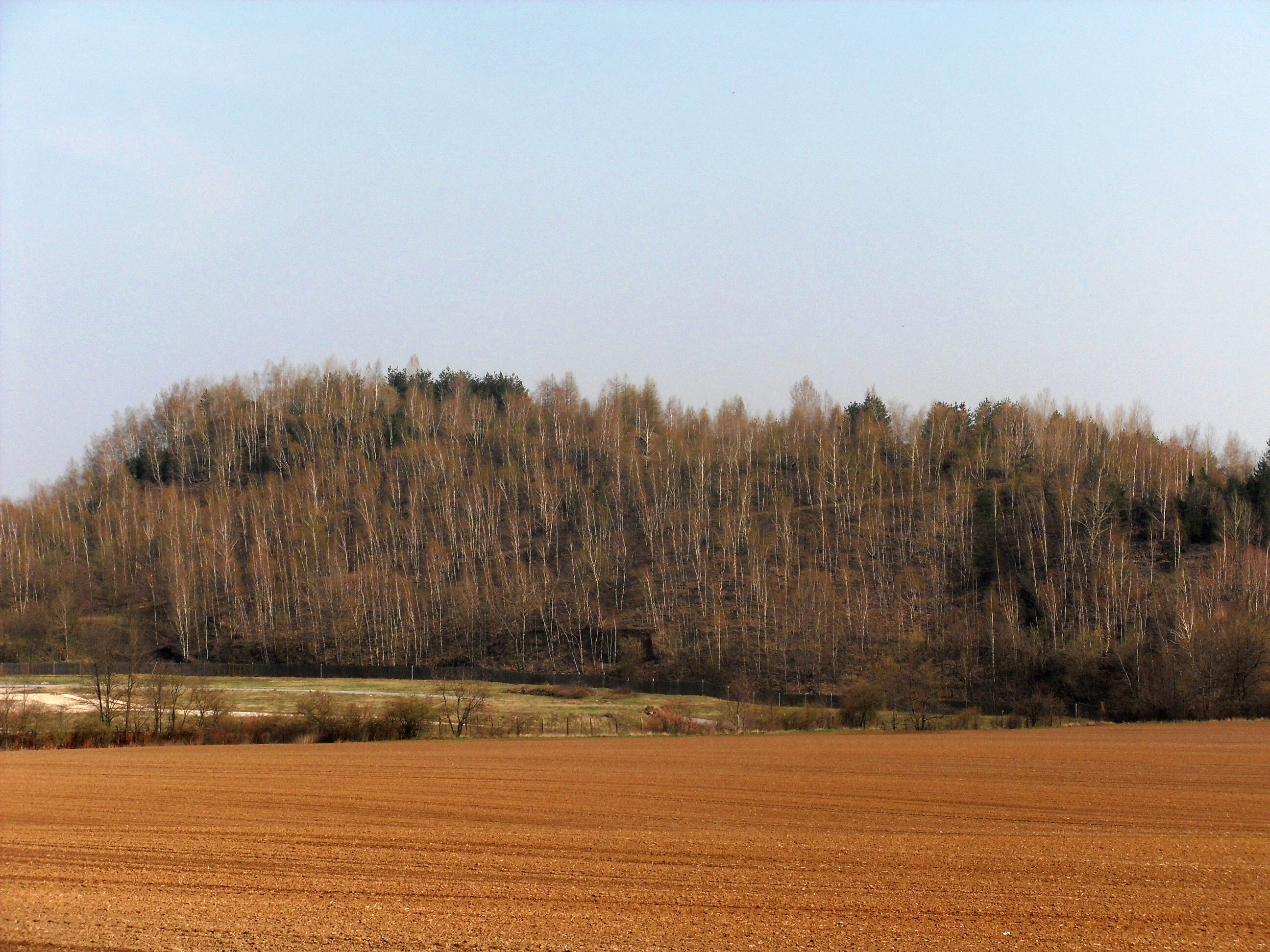
Halda ve Zbýšově

Odval hlušiny se nachází v severní části města Zbýšov mezi bývalými doly Antonín a Jindřich II. Její rozloha je 12 ha. Halda vznikla při založení jámy Antonín v roce 1846. Byly na ni ukládány vytěžené hlušiny především pískovcového typu z důlních děl a později i jalovina z třídíren dolů Antonín, Jindřich I a Jindřich II. Hlušina byla navršena na odval (v období dvacátých až devadesátých let 20. století byly zde uloženo téměř 3 miliony m³) s třemi nepravidelnými hřbety. Ještě v roce 1989 severní a severozápadní svah byl velmi řídce zarostlý náletovými dřevinami v dolní partii, ve vrchních byl holý. Jihovýchodní a jižní část byla bez dřevin. Od devadesátých let 20. století byla halda rekultivována. Nejdříve na haldě byly rozhrnuty a srovnány vrcholy a halda snížena a terasovitě upravena. Následně proběhla biologická rekultivace, jak ponecháním náletových dřevin, tak osázením kultivačními dřevinami a zatravněním. V severní a severozápadní části jsou opadavé modříny. Je to rarita zbýšovské haldy. Výsadba probíhala hydroosevem vodními děly (s vodou byla vstřikována i semena modřínů společně se suchomilnými travinami a sulfitovými pryskyřicemi). Osazování bylo prováděno také 10 cm velkými sazenicemi v textilních kontejnerech. Tato bývalá  halda se stala zalesněným kopcem, který se začlenil do okolní krajiny. Poněvadž město Zbýšov leží téměř v jedné výškové rovině, staly se zrekultivované haldy novou zelenou dominantou města. Halda dosahuje nadmořské výšky 415 metrů, nad okolním terénem je to asi 50 metrů převýšení.